# Cámara de video

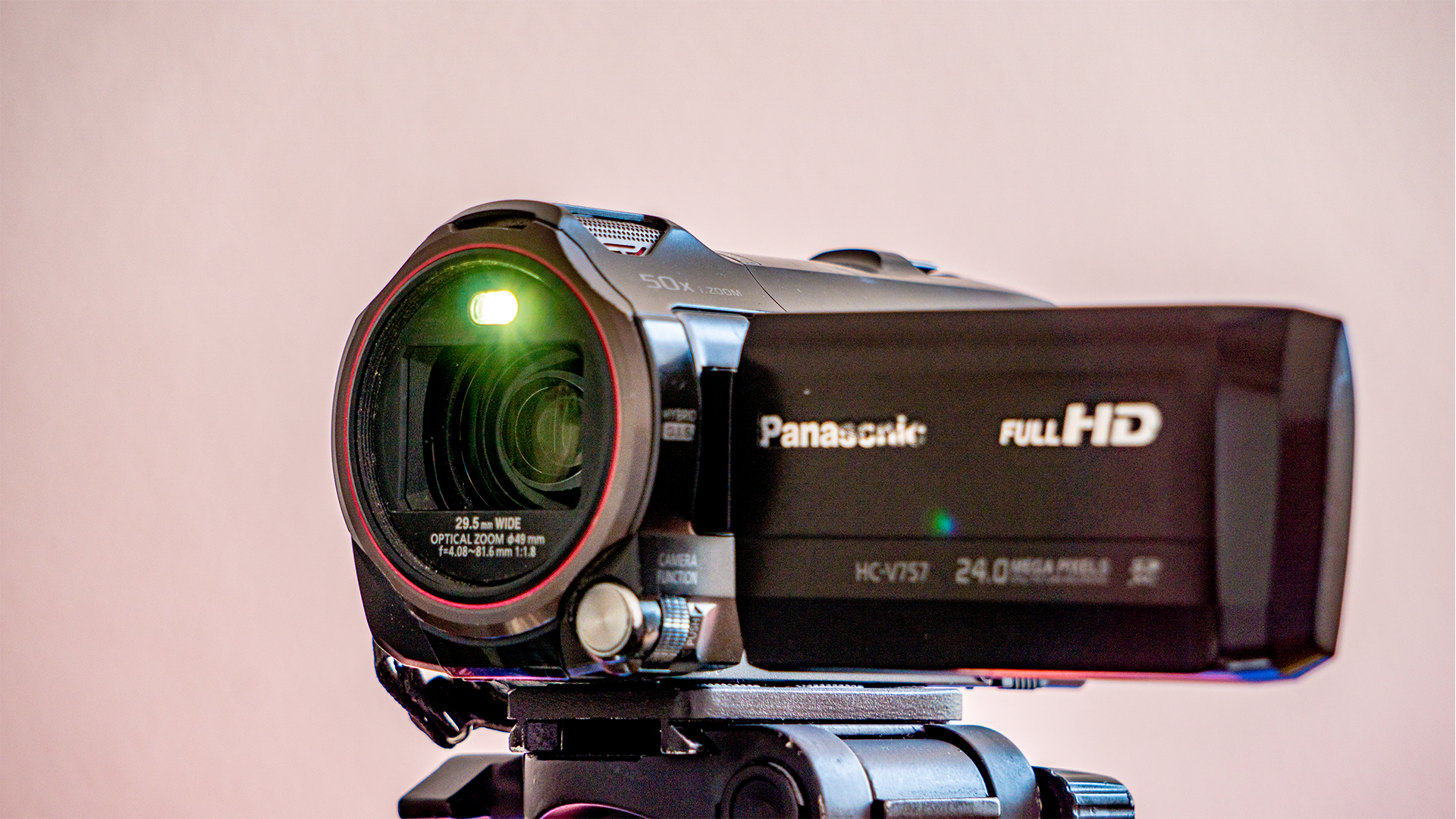
Videocámara Panasonic HC-V-757

La cámara de vídeo, videocámara o cámara filmadora es un dispositivo que captura imágenes convirtiéndolas en señales eléctricas, en la mayoría de los casos a señal de vídeo, también conocida como señal de televisión. En otras palabras, una cámara de vídeo es un transductor óptico. La cámara filmadora hace más bien noción a las cámaras de vídeo portátiles.

## Historia
Las primeras cámaras de vídeo, propiamente dichas, utilizaron tubos electrónicos como captadores: un tipo de válvulas termoiónicas que realizaban, mediante el barrido por un haz de electrones del target donde se formaba la imagen procedente de un sistema de lentes, la transducción de la luz (que conformaba la imagen) en señales eléctricas. 
El ingeniero ruso Vladímir Kozmich Zvorykin desarrolló en 1923 un sistema de captación de imágenes que tres años después fue perfeccionado por el ingeniero escocés John Logie Baird quien hizo las primeras demostraciones de transmitir imágenes de 3'8x5 cm. a una definición de 30 líneas.
En la época de los 80 del siglo XX, se desarrollaron transductores de estado sólido: los CCDs (Dispositivos de cargas acopladas). Ellos sustituyeron muy ventajosamente a los tubos electrónicos, propiciando una disminución en el tamaño y el peso de las cámaras de vídeo. Además proporcionaron una mayor calidad y fiabilidad, aunque con una exigencia más elevada en la calidad de las ópticas utilizadas.
La televisión en blanco y negro, que se utiliza únicamente la información de la luz de una imagen, la luminancia, utiliza cámaras de un solo canal de captación. Los sistemas para televisión en color, que necesitan captar las características que diferencian los colores, la crominancia, usan tres canales; cada uno de ellos destinado a la captura de cada color primario.
Las cámaras de video digitales prácticas también fueron habilitadas por los avances en compresión de video, debido a los requisitos poco prácticos de memoria y ancho de banda del video sin comprimir. El algoritmo de compresión más importante en este sentido es el de la transformada de coseno discreta (discrete cosine transform en inglés o DCT), una técnica de compresión con pérdida que se propuso por primera vez en 1972. Las cámaras de video digitales prácticas fueron habilitadas por estándares de compresión de video basados en DCT, incluidos los estándares de codificación de video H.26x y MPEG introducidos a partir de 1988.
La transición a la televisión digital dio un impulso a las cámaras de video digitales. A principios del siglo XXI, la mayoría de las cámaras de video eran cámaras digitales.
Con el advenimiento de la captura de video digital, la distinción entre cámaras de video profesionales y cámaras de cine ha desaparecido ya que el mecanismo intermedio se ha convertido en el mismo. Hoy en día, las cámaras de gama media utilizadas exclusivamente para televisión y otros trabajos (excepto películas) se denominan videocámaras profesionales.

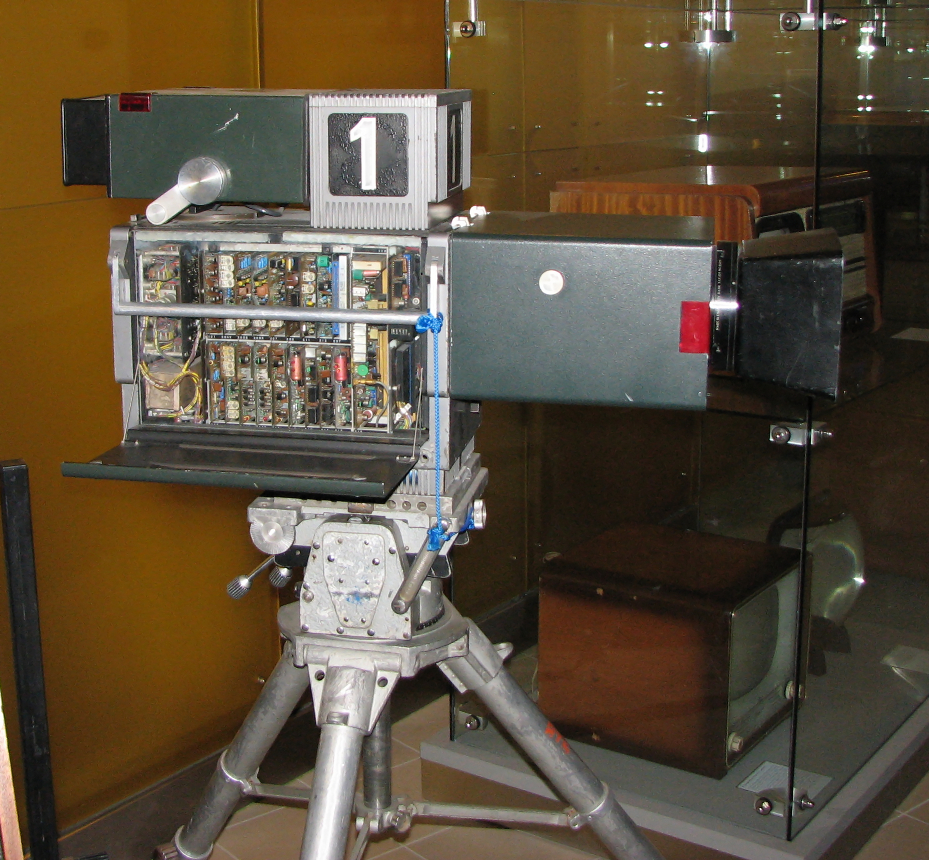
Cámara de televisión de estudio modelo Tesla TKP306 de 1973.

## Partes externas de una cámara de vídeo

### Tipos básicos de cámaras
Existen dos tipos básicos de cámaras de TV: las portátiles, también llamadas de ENG, y las de estudio o televisión. Las cámaras de estudio van integradas en el sistema de producción correspondiente, es decir, forman parte de la instalación de vídeo de ese estudio o Unidad móvil, mientras que las de ENG trabajan independientes de cualquier instalación y suelen ir asociadas a un sistema de grabación de señales de TV; normalmente un VTR portátil o asociado a la propia cámara. Sin embargo, lo anterior no significa que una cámara portátil no pueda ser parte de las instalaciones de un estudio en un momento dado.

### Partes de un sistema de cámara
El sistema completo de una cámara de vídeo recibe el nombre de cadena de cámara y consta de la 'cabeza de cámara, que es la parte que está en el plató o en el lugar de la producción, y la estación base o base station- que es la parte de la cámara que la une con el resto del sistema de producción.
La cabeza de cámara y la estación base se unen entre sí mediante una manguera de varios cables, por donde van las señales que se mandan del sistema a la cámara y de esta al sistema, así como las alimentaciones correspondientes. Este cable múltiple puede ser sustituido por un cable coaxial llamado Triaxial, por el que las señales se introducen mediante multiplexación en frecuencia. También hay sistemas de conexionado inalámbrico, pero solo son utilizados en casos muy concretos y especiales.
Atendiendo a la cadena de cámara completa, podemos distinguir varias partes diferentes. 
En la cabeza de cámara tenemos:
- La óptica: sistema de lentes que permiten encuadrar y enfocar la imagen en el target del captador.
- El cuerpo de cámara: espacio donde reside la instrumentación electrónica encargada de la captación y la conversión de las imágenes.
- El adaptador triaxial, o el adaptador al sistema de conexionado elegido con la estación base: comunica la cabeza de cámara con la estación base.

En la estación base tenemos:
- El adaptador triaxial, o el adaptador al sistema de conexionado elegido: comunica la estación base con la cabeza de cámara.
- Sistema electrónico: conjunto de circuitos necesarios para la conexión de la cadena de cámara al resto de la instalación.

### Funcionamiento de una cámara de vídeo

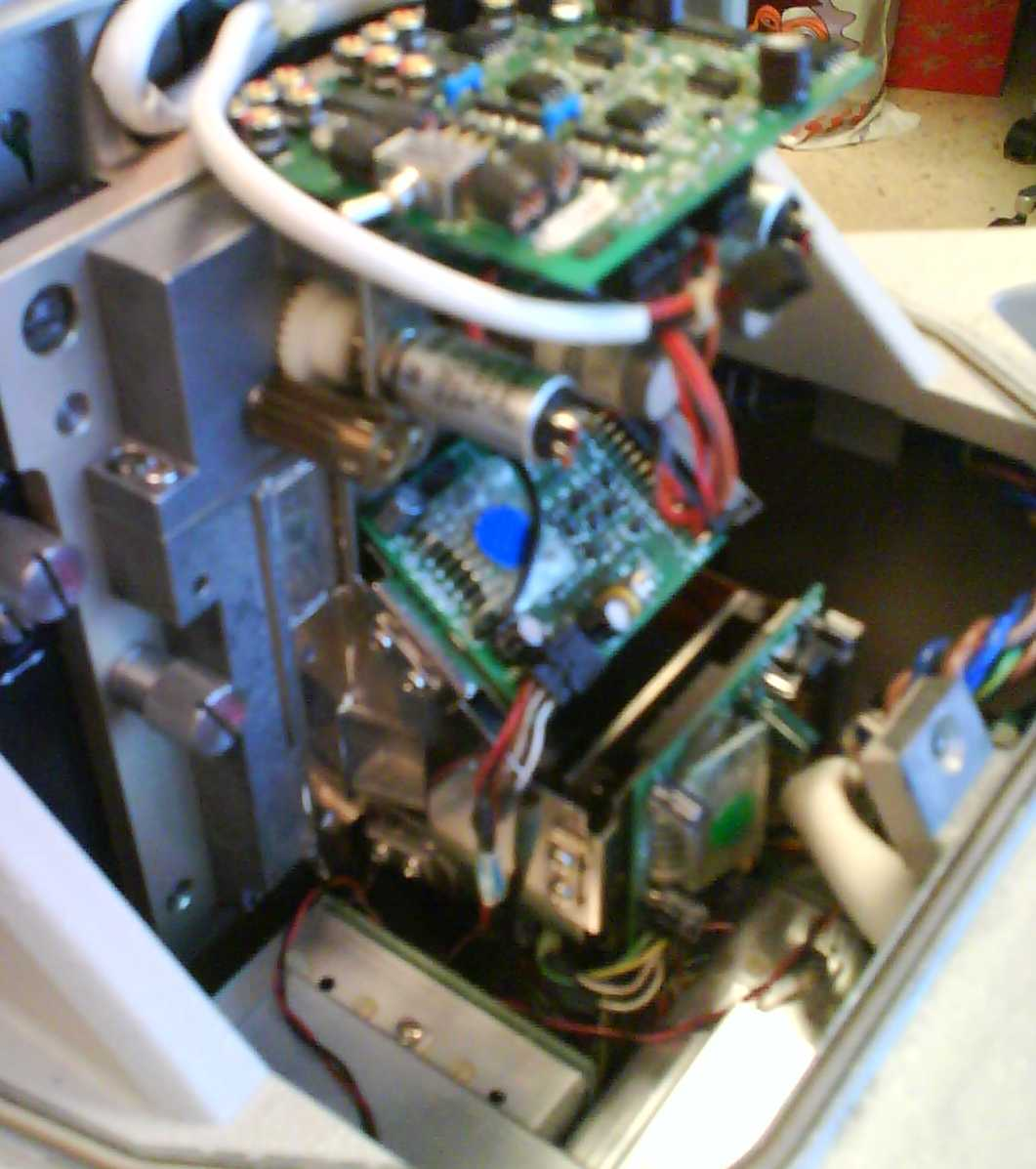
Vista del bloque óptico de una cámara de TV.

Podemos explicar su funcionamiento por pasos. Primero, la luz que proviene de la óptica es descompuesta al pasar por un prisma de espejos dicróicos que descomponen la luz en las tres componentes básicas que se utilizan en televisión: el rojo (R o red), el verde (G o green) y el azul (B o blue). Justo en la otra cara de cada lado del prisma están los captadores, actualmente dispositivos CCDs y anteriormente tubos de cámara. El sistema óptico está ajustado para que en el target de cada captador se reconstruya la imagen nítidamente. Esta imagen es leída por los CCDs y su sistema de muestreo y conducida a los circuitos preamplificadores.
Los circuitos de muestreo y lectura de los CCD deben estar sincronizados con la señal de referencia de la estación. Para ello, todos los generadores de pulsos se enclavan con las señales procedentes del sistema de sincronismo de la cámara, que recibe la señal de genlock, normalmente negro de color, desde el sistema en el que se está trabajando. O bien, se trabaja sin referencia exterior, como suele hacerse al utilizar cámaras de ENG.
Esta imagen leída por los CCD y su sistema de muestreo es conducida luego a los circuitos preamplificadores. En los preamplificadores se genera e inserta, cuando así se quiere, la señal de prueba llamada pulso de calibración, comúnmente llamada cal, la cual recorrerá toda la electrónica de la cámara y servirá para realizar un rápido diagnóstico y ajuste de la misma. De los preamplificadores las señales se enrutan a los procesadores, donde se realizaran las correcciones de gamma, detalle, masking, pedestal, flare, ganancias, clipeos y limitadores.
Las señales ya están listas para salir al sistema de producción o para ser grabadas. Se envían entonces a los circuitos de visionado, los cuales muestran la imagen en el visor de la cámara y la transmiten mediante los correspondientes conectores de salida.
La salida básica, video compuesto VBS, sigue siendo la del sistema analógico de TV elegido: PAL, NTSC o SECAM, por lo que el codificador está presente en todas las cámaras. Añadido al mismo estará el codificador de la señal a digital IEEE1394, FireWire o la SDI o HDSDI. Estas señales son mandadas mediante el adaptador triax, fibra óptica o multicore (26 pins) a la estación base, que se encargará de enrutarlas en el sistema de producción al que pertenece la cámara. Si la cámara está unida a un magnetoscopio es un camcorder o camascopio y, entonces, las señales se suministran a los circuitos indicados para su grabación en cinta, en disco óptico, disco duro o tarjetas de memoria.
Todas las funciones de la cámara están controladas con un procesador, el cual se comunica con los paneles de control, tanto de ingeniería (MSP) como de explotación (OCP), y es el encargado de realizar los ajustes automáticos y/o manuales pertinentes. 
Los sistemas auxiliares de comunicación intercom y los sistemas de control de la óptica y de luz de aviso Tally residen en circuitos electrónicos de la placa auxiliar. Todo ello es alimentado por la fuente de alimentación que se encarga de generar las diferentes tensiones de alimentación necesarias para los equipos electrónicos y ópticos. Estas tensiones suelen partir de una única tensión de alimentación 12 Volt CC.

## La asociación con un magnetoscopio: los camcorders o camascopios
El avance en la tecnología electrónica y el desarrollo de diferentes sistemas de grabación de la señal de vídeo que fueron imponiendo el uso de la cintas en casetes, como es el caso de los sistemas Umatic y beta (en todas sus versiones) proporcionaron la posibilidad de poder acoplar a la cámara de televisión un magnetoscopio. En 1985, Sony, lanzó al mercado de la televisión profesional el sistema betacam que incluía modelos de cámaras de ENG que incorporaban el grabador, hasta entonces siempre aparte. Esta asociación, que al principio era removible, dio lugar a los Camcorders que son equipos integrados de cámara y magnetoscopio.

## En el ámbito doméstico
La cámara de vídeo doméstica es una variante simplificada de las cámaras profesionales. Lo que empezó como una cámara unida a un "pequeño" magnetoscopio, rápidamente dio paso a los camcorders más o menos voluminosos. Estos dependían del formato de grabación utilizado y fueron muchos los fabricantes que diseñaron modelos de cinta de vídeo más pequeños que sus similares utilizados en los magnetoscopios de sobremesa domésticos. Algunos de ellos necesitaban adaptadores para ser compatibles con los equipos de sobremesa. 
Atendiendo a la cámara, la revolución se produjo, como en el mundo profesional, con el paso de los tubos a los captadores CCDs. Esta nueva tecnología permitió la reducción del tamaño y del peso. 
Las cámaras domésticas no suelen utilizar tres captadores independientes para traducir la imagen a señales eléctricas. Lo normal es la utilización de solamente un captador, antes un tubo ahora un CCD, y mediante una serie de filtros ópticos hacer que este, en cada momento, realice la captación de cada color. Esto suele ir acompañado por el tratamiento de la señal obtenida con el fin de aumentar su calidad, su resolución.
La aparición de la tecnología digital ha dado lugar a un nuevo campo de la comprensión de la señal. Cuando se realiza el muestreo de la señal de vídeo, se suele utilizar la relación 4:2:2 (esto es la luminancia se muestrea a cuatro veces la frecuencia de la subportadora mientras que las componentes de color a la de 2 veces la subportadora) en una cámara doméstica se mantiene el muestreo de la lumimancia pero se reduce el de las portadoras de color pudiendo darse la relación 4:1:1 o 4:0:2 o cualquier similar.
Las cámaras domésticas carecen de todos los sistemas de control de las profesionales. Están pensadas para el trabajo en solitario (por lo que no precisan ser sincronizadas). El concepto de "cadena de cámara" desaparece en este caso ya que, como ya se ha indicado, se usa exclusivamente el formato camcorder. Esto elimina los retornos, las señales de tally y comunicación, etc. Por el contrario incorporan una serie muy grande de automatismos que buscan que, independientemente de las condiciones de la grabación, la señal obtenida sea de la mejor calidad estética posible. Automatismos que consisten en el balance de blancos, autofoco e iris automáticos acompañados de efectos de fundidos a negro, edición, generación e inserción de caracteres y audio.

## Clasificación de cámaras

### Según su utilización

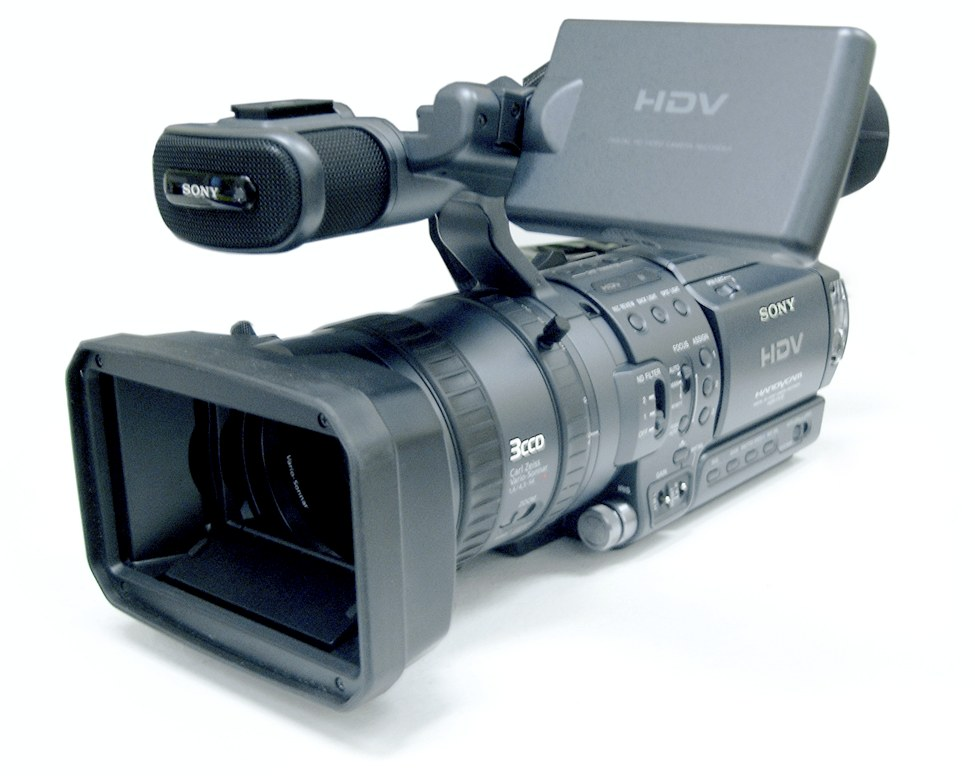
Cámara de vídeo semiprofesional.

Cámaras de estudio y de producciones electrónicas ligeras: estas cámaras están hechas para la obtención de la mejor calidad de imagen posible en función de la rapidez con que se obtiene. Están conectadas directamente a la sala técnica del estudio, es decir, son cámaras que solo capturan la señal de video, no pueden grabar por sí solas. El operador de cámara trabajará sobre los movimientos, emplazamientos, encuadres, movimientos ópticos zoom y enfoque, siguiendo generalmente las indicaciones del realizador o director del programa. El técnico de control de cámaras se encarga de la configuración de la cámara: control del diafragma (luminancia), colorimetría, detalle y demás ajustes para conseguir que todas las cámaras muestren imágenes semejantes. 
Cámaras de ENG: también conocidas como Camcorder, traen un grabador incorporado que almacena el vídeo y el audio generados por la cámara y su micrófono correspondiente.
Muchos modelos de estas cámaras pueden convertirse en cámaras de estudio sustituyendo el grabador por un adaptador multicore o triaxial.

### Según su calidad
Cámaras domésticas: diseñadas completamente para uso doméstico, no aptas para transmisión. La gran mayoría trae pocas posibilidades de control de la imagen, la mayoría de los ajustes son realizados de forma automática. Hoy en día y con el avance de la tecnología, su calidad de imagen ha mejorado ostensiblemente.
Cámaras semiprofesionales: son equipos relativamente asequibles en precio, su calidad es superior a las domésticas, y aunque son de calidad media en términos broadcast, se han vuelto populares en este ámbito como cámaras ENG, ya que su calidad de imagen sin ser profesional, es muy buena. A diferencia de las domésticas ya permiten personalizar ciertos ajustes, como el manejo del iris manual, foco y zoom manuales, balance de blancos, entre otras funciones. Por lo general incorporan 3 CCD, rojo, azul y verde para obtener una señal de vídeo RGB.
Cámaras profesionales: cámaras de gama alta, uso en productoras y canales de televisión, su costo no es asequible para el uso personal. Entregan una muy buena calidad de imagen de televisión y por lo general son utilizadas para los registros de imagen anteriores a la emisión (ENG). Sin embargo, pueden ser fácilmente adaptadas para ser usadas como cámara de estudio económicas.
Cámaras broadcast: son equipos diseñados para la industria televisiva y emisión de la señal. Cámaras de altísima calidad y de costos muy elevados, funcionan solo como cámaras de estudio. Priorizan obtener una máxima calidad de imagen por sobre la portabilidad de la cámara, por ende en ocasiones son de gran tamaño y deben ser usadas sobre pedestales.